# Decebal, Bolgrad
Decebal (în ucraineană Роща, transliterat: Roșcea, germană Neu Paris) este un sat în comuna Toplița din raionul Bolgrad, regiunea Odesa, Ucraina. Satul a fost locuit de germanii basarabeni.

## Demografie
Componența lingvistică a localității Decebal
     Rusă (82,32%)
     Ucraineană (7,4%)
     Greacă (4,82%)
     Germană (1,61%)
     Alte limbi (0,64%)
Conform recensământului din 2001, majoritatea populației localității Decebal era vorbitoare de rusă (82,32%), existând în minoritate și vorbitori de ucraineană (7,4%), greacă (4,82%), găgăuză (2,57%) și germană (1,61%).